# Вуппертальский монорельс
Вуппертальская подвесная дорога (нем. Wuppertaler Schwebebahn), также Вуппертальская подвесная железная дорога — один из видов общественного транспорта в городе Вуппертале (Германия), запущенный в эксплуатацию 1 марта 1901 года. Официальное название — Монорельсовая подвесная дорога системы Ойгена Лангена (нем. Einschienige Hängebahn System Eugen Langen). Подпадает под определение метрополитена, будучи внеуличной системой, пролегающей в пределах городской агломерации.
Представляет собой монорельсовую двухколейную подвесную систему на эстакадах, общей длиной 13,3 км, из которых 10 км путей проходят над руслом реки Вуппер на высоте около 12 метров, остальные 3,3 км — над улицами города на высоте около 8 метров. Один маршрут имеет 20 остановок. Максимальная скорость поездов дороги — 60 км/ч. Каждый поезд имеет длину 24 метра и рассчитан на приём 178 пассажиров (48 сидений и 130 стоящих).
В 2013 году пассажиропоток Вуппертальской подвесной дороги составил 19,308 млн человек.

## Стоимость проезда
Одиночный билет стоит 3 евро 60 центов.

## Инциденты и аварии

### Инцидент со слоном
21 июля 1950 года директор цирка «Althoff» Франц Альтхоф решил в рекламных целях прокатить на монорельсе слона Туффи (нем. Tuffi). Однако тот при попадании в вагон начал проявлять беспокойство, и вскоре после отправления, проломив боковую стенку вагона, выпал из него в реку Вуппер с 12-метровой высоты. В результате падения Туффи серьёзных ранений не получил. В ходе последовавшей после падения слона паники лёгкие ранения получили несколько пассажиров.
Сейчас рядом с местом происшествия (между станциями «Alter Markt» и «Adlerbrücke») на стене дома нарисован падающий слон.

### Авария поезда 12 апреля 1999 года
12 апреля 1999 года произошла крупнейшая авария на Вуппертальской подвесной дороге, в ходе которой из-за оставленного на пути по окончании ремонтных работ металлического зажима поезд упал в реку. При этом 5 человек погибли и 47 получили ранения.

### Столкновение с краном
5 августа 2008 года следовавший по подвесной дороге поезд столкнулся с двигавшимся под ним автокраном. При этом серьёзные ранения получил водитель автокрана.